# Traïanoúpoli

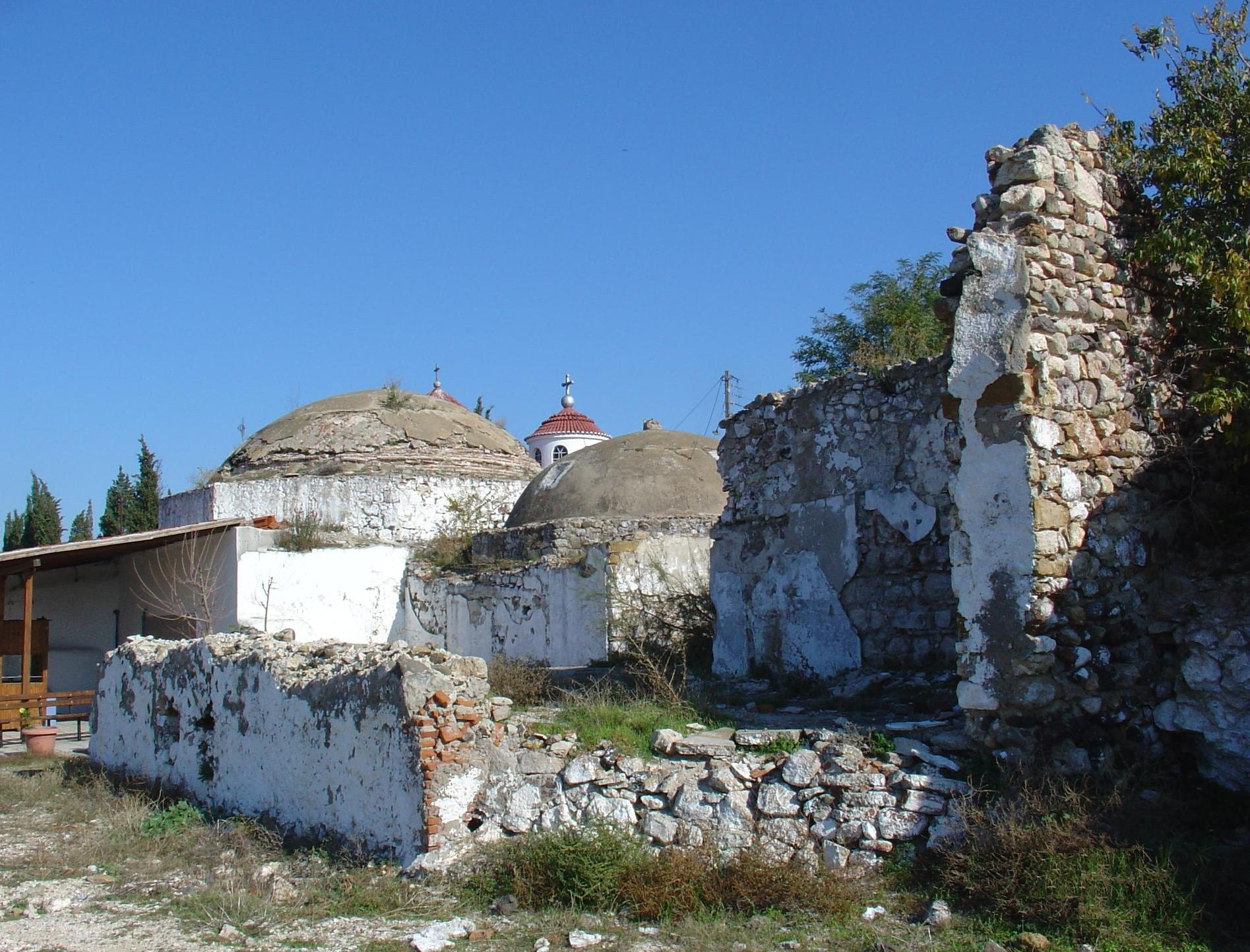
Les bains romains et ottomans de Traïanoúpoli.

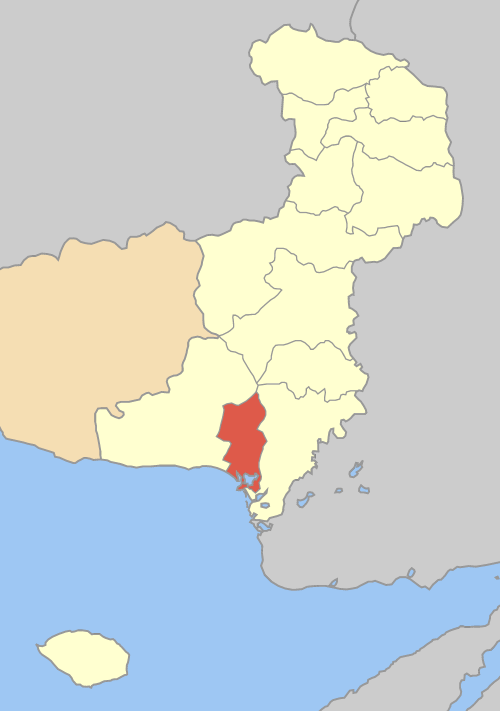
Le district municipal de Traïanoúpoli, au sein du district régional de l'Évros.

Traïanoúpoli (grec moderne : Τραϊανούπολη) ou Trajanopolis (grec ancien et katharévousa : Τραϊανούπολις) est une cité antique et un ancien dème (municipalité) du district régional d'Évros dans la périphérie de Macédoine-Orientale-et-Thrace, en Grèce. 
Le dème de Traïanoúpoli a fusionné en 2011 avec le dème d'Alexandroúpoli, dont il constitue un district municipal. Sa population est de 2 706 habitants (2011). Son siège était le village d'Ánthia (« fleurs » en grec).
Traïanoúpoli est un siège titulaire de l'Église catholique, sous le nom de Traianopolis in Rhodope.

## Histoire
La cité fut fondée par les Romains, peut-être à l'emplacement de Doriskos, et nommée en l'honneur de l'empereur Trajan. Elle était, sous l'Antiquité, une étape sur la Via Egnatia, célèbre par ses thermes. Au IVe siècle, elle devint le chef-lieu de la province de Rhodope.
Sous les Ottomans, la cité antique tombe en ruines et les pierres servent de matériaux de construction aux habitants des bourgades voisines de Loútros et d’Anthia (en turc Hana, en bulgare Orikhovo) ; le gouverneur turc Evrenos Bey (en) rénova ses bains (thermes en grec, hammam en turc).
Devenue bulgare après les guerres balkaniques, elle fut cédée à la Grèce par le traité de Neuilly en 1919.

## Siège épiscopal
Depuis 1503, Traïanoúpoli est un siège titulaire de l'Église catholique. D'abord désigné sous le nom de Traianopolis, il a pris le nom de Traianopolis in Rhodope depuis 1933 pour le distinguer d'une ville homonyme en Turquie.
Le titre d'évêque ou d'archevêque titulaire de Trajanopolis-en-Rhodope (de) n'a pas été attribué depuis la mort en 1968 de Mgr Albert Falière, archevêque émérite de Mandalay en Birmanie.

### Liste des évêques et archevêques titulaires
| Début             | Fin                 | Nat.                        | Nom                                               | Fonction exercée                                                       |
| ----------------- | ------------------- | --------------------------- | ------------------------------------------------- | ---------------------------------------------------------------------- |
| 22 septembre 1503 | 3 juillet 1514 †    | Royaume de France           | Mgr Christophe de Brillac                         | Archevêque d'Aix-en-Provence puis évêque d'Orléans                     |
| 18 janvier 1684   | 8 mai 1709 †        | République des Deux Nations | Mgr Deodat Nersesowicz                            | Administrateur apostolique puis archevêque coadjuteur de Lviv          |
| 24 avril 1684     | 4 novembre 1685 †   | Monarchie espagnole         | Mgr Claudio de Villagómez                         | Évêque titulaire de Trajanopolis-en-Rhodope (de)                       |
| 26 juin 1724      | 23 juillet 1725     | Royaume de Naples           | Mgr Niccolò Paolo Andrea Coscia                   | Archevêque titulaire de Traianopolis                                   |
| 23 juillet 1725   | 1728 †              | Royaume de Naples           | Mgr Carlo Pignatelli                              | Archevêque titulaire de Traianopolis                                   |
| 8 mars 1728       | 3 août 1729         | États pontificaux           | Mgr Francesco Scipione Maria Borghese             | Archevêque titulaire de Traianopolis                                   |
| 7 septembre 1729  | 27 novembre 1744 †  |                             | Mgr Pietro de Carolis                             | Archevêque titulaire de Traianopolis                                   |
| 20 janvier 1749   | 25 septembre 1752 † | Royaume d'Espagne           | Mgr Francisco de Solís Folch de Cardona           | Évêque auxiliaire de Séville                                           |
| 14 janvier 1754   | 20 février 1764     | États pontificaux           | Mgr Niccolò Oddi                                  | Nonce apostolique en Allemagne et en Suisse                            |
| 1er décembre 1766 | 27 octobre 1777     | Royaume de France           | Mgr Alexandre-Angélique de Talleyrand-Périgord    | Archevêque coadjuteur de Reims                                         |
| 15 décembre 1788  | 10 mai 1794 †       | République française        | Mgr Pierre François Martial de Loménie de Brienne | Archevêque coadjuteur de Sens                                          |
| 20 juillet 1801   | 1819 †              | Royaume des Deux-Siciles    | Mgr Giuseppe Carrano                              | Archevêque titulaire de Traianopolis                                   |
| 17 décembre 1819  | 20 octobre 1821     | Royaume de France           | Mgr Hyacinthe-Louis de Quélen                     | Archevêque coadjuteur de Paris                                         |
| 20 janvier 1845   | 5 février 1852 †    | Grand-duché de Toscane      | Mgr Giovanni Domenico Stefanelli                  | Archevêque émérite de Lucques                                          |
| 4 juin 1853       | 19 septembre 1859 † | Empire français             | Mgr Benoît Planchet                               | Délégué apostolique en Mésopotamie, Kurdistan, Arménie mineure et Irak |
| 13 juillet 1860   | 24 octobre 1870 †   | Empire espagnol             | Mgr Antoine-Marie Claret                          | Archevêque émérite de Santiago de Cuba                                 |
| 23 janvier 1874   | 21 décembre 1874    | Italie                      | Mgr Serafino Milani                               | Délégué apostolique en Syrie                                           |
| 8 mai 1877        | 3 décembre 1921 †   | Italie                      | Mgr Ignazio Ghiurekian                            | Supérieur de la Congrégation des pères mékhitaristes de Venise         |
| 16 décembre 1907  | 12 décembre 1922 †  | Italie                      | Mgr Joseph-Auguste-Melchior Duc                   | Évêque émérite d'Aoste                                                 |
| 5 février 1923    | 2 janvier 1928      | Colombie                    | Mgr Ismael Perdomo Borrero                        | Archevêque coadjuteur de Bogotá                                        |
| 2 mars 1928       | 22 mars 1930 †      | Italie                      | Mgr Fabio Berdini                                 | Archevêque émérite de Cesena                                           |
| 29 mars 1930      | 15 avril 1933 †     | Italie                      | Mgr Giacinto Gaggia                               | Évêque de Brescia                                                      |
| 28 novembre 1933  | 4 août 1958 †       | Italie                      | Mgr Mario Zanin                                   | Nonce apostolique en Argentine                                         |
| 19 décembre 1959  | 12 janvier 1968 †   | France                      | Mgr Albert Falière                                | Archevêque émérite de Mandalay                                         |